# Єланська волость
Єланська волость — історична адміністративно-територіальна одиниця Новохоперського повіту Воронізької губернії з центром у селі Єлань-Коліно.
Станом на 1880 рік складалася 3 поселень, 3 сільських громад. Населення — 9148 осіб (4280 чоловічої статі та 4868 — жіночої), 1345 дворових господарств.
|                     | Площа, десятин | У тому числі орної, дес. |
| ------------------- | -------------- | ------------------------ |
| Сільських громад    | 21346          | 10535                    |
| Приватної власності | 5584           | 4150                     |
| Іншої власності     | 135            | 116                      |
| Загалом             | 18030          | 14445                    |

Поселення волості на 1880 рік:
- Єлань-Коліно — колишнє державне село при річці Єлань за 32 версти від повітового міста, 5668 осіб, 873 двори, православна церква, поштова станція, 10 лавок, 2 постоялих двори, 3 ярмарки на рік.
- Абрамівка — колишнє державне село при озері Ільмень, 956 осіб, 133 двори, православна церква.
- Синявка — колишнє власницьке село, 2126 осіб, 339 дворів, православна церква, 3 лавки.

За даними 1900 року у волості налічувалось 36 поселень із переважно російським населенням, 1 сільське товариство.